# Trionymus polyporus
Trionymus polyporus är en insektsart som först beskrevs av Karl Hermann Leonhard Lindinger 1935.  Trionymus polyporus ingår i släktet Trionymus och familjen ullsköldlöss.
Artens utbredningsområde är Egypten. Inga underarter finns listade i Catalogue of Life.